# 단탈리안의 서가
단탈리안의 서가(일본어: ダンタリアンの書架)는 일본의 라이트 노벨로 작가는 미쿠모 가쿠토이다. 라이트 노벨을 원작으로 하여 가이낙스가 제작한 애니메이션이 2011년 7월부터 방영 중이다.

## 줄거리
휴이는 서적 수집광인 할아버지로부터 낡은 저택과 장서를 물려받는다. 그 조건은 서가를 이어받는 것. 유품의 확인을 위해 저택에 방문하였을때, 그는 저택의 지하에서 책을 읽고 있었던 다리안과 만나게 된다.

## 등장인물
휴이(ヒューイ)
성우 - 오노 다이스케, 어린 시절 - 하나자와 카나
본작의 남주인공이자 공군 파일럿 출신의 청년. 고인(故人)이 된 할아버지의 유품을 정리하기 위해 저택에 들리다가 그 곳에서 다리안을 만나게 되었으며 그녀와 함께 다니고 있다.
다리안(ダリアン)
성우 - 사와시로 미유키
본작의 여주인공. 휴이가 할아버지 저택에 왔을 때 지하실에서 만나게 된 인형과도 같은 신비한 소녀로 악마를 봉인한다는 서적인 '환서(幻書)'를 수납하는 도서관 '단탈리안의 서가' 관리인이기도 하다. 독설적인 면이 짙고 단것을 좋아한다.